# Guillermo Jorge Piastrellini
Guillermo Jorge Piastrellini (1926-desconocido) fue un militar argentino, perteneciente a la Fuerza Aérea, que se desempeñó como gobernador de facto de la provincia de La Rioja entre 1981 y 1983, durante la dictadura autodenominada «Proceso de Reorganización Nacional».

## Biografía
Miembro de la Fuerza Aérea Argentina, alcanzó el grado de brigadier. Se desempeñó como director de la Escuela de Defensa Nacional entre 1979 y 1980.

### Gobernador de La Rioja
En marzo de 1981, fue designado gobernador de la provincia de La Rioja por el presidente de facto Roberto Eduardo Viola. Permaneció en el cargo hasta el fin de la dictadura autodenominada «Proceso de Reorganización Nacional», en diciembre de 1983. Con la división entre los tres comandantes de las Fuerzas Armadas, entre otras provincias, a La Rioja le correspondieron gobernadores de la Fuerza Aérea.
Durante su gestión, atravesó una crisis económica marcada por el déficit (estimado en siete millones de dólares estadounidenses en 1982), y una crisis política, con tres cambios de gabinete en su primer año de gobernación. Además, se realizó una movilización de la policía provincial por reclamos salariales frente a la sede del gobierno. También se aprobó la «ley de aguas», que entró en vigencia en 1984 durante la gobernación constitucional de su sucesor, Carlos Saúl Menem, y que se basaba en un anterior proyecto peronista anterior al golpe de Estado de 1976.

## Condecoraciones
- Chile: Estrella al Mérito Militar (1975).[9]